# 魯弼商
魯弼商（ろ ひつしょう、朝鮮語: 노필상）は、李氏朝鮮の文官であり、朝鮮氏族の広州魯氏の始祖である。李氏朝鮮代に通政大夫の官職を務めた。
先祖は、中国戦国時代の斉の遊説家である魯仲連である。